# Stanhopea novogaliciana
Stanhopea novogaliciana là một loài thực vật có hoa trong họ Lan. Loài này được S.Rosillo miêu tả khoa học đầu tiên năm 1984.